# Love Live! Superstar!!
Love Live! Superstar!! (ラブライブ！スーパースター!! Rabu Raibu! Sūpāsutā!!?) es un proyecto multimedia japonés codesarrollado por Kadokawa Corporation, el sello musical Lantis y el estudio de animación Sunrise. El proyecto es la cuarta entrega de Love Live! +. Una serie de televisión de anime se emitió en NHK Educational TV del 11 de julio al 17 de octubre de 2021. Una segunda temporada se emitió de julio a octubre de 2022. Una tercera temporada se emitió de octubre a diciembre de 2024.

## Sinopsis
La historia se desarrolla en la Escuela secundaria privada de chicas Yuigaoka (私立結ヶ丘女子高等学校 Shiritsu Yuigaoka Joshi Kōtō Gakkō?) que se encuentra entre los barrios Omotesando , Harajuku y Aoyama de Tokio. Originalmente, la escuela iba a ser demolida, solo para que en su lugar haya reabierto recientemente para aceptar estudiantes. Dentro de una escuela que no se ha hecho un nombre por sí misma, sin historia o logros de los que hablar, Kanon Shibuya y otros cuatro estudiantes de primer año descubren la existencia de "school idols" y se disponen a dejar que sus voces sean escuchadas. ¡Forman un grupo de "school idols" llamado Liella! y aspiran a convertirse en superestrellas por derecho propio algún día.

## Personajes

### ¡Liella!
Kanon Shibuya (澁谷 かのん Shibuya Kanon?)
 Seiyū: Sayuri Date

Logo del grupo

Kanon es un estudiante de primer año de secundaria que afirma ser "alguien sin características sobresalientes". Ella tiene un gran aprecio por cantar y tocar la guitarra. Sin embargo, tiende a ponerse tensa cuando está preparada para actuar frente a otras personas, lo que ha provocado que se desmaye en varias ocasiones en el escenario. Debido a esto, falló el examen de ingreso al programa de música de Yuigaoka Girls y terminó conformándose con el programa académico general de la escuela. Su familia está formada por un padre que trabaja como traductor , una madre que dirige un café y una hermana menor. Ella y su hermana menor a menudo ayudaban a su madre a administrar el café, siendo una de sus especialidades el Arte del latte. Tiene como mascota un autillo gordito euroasiático llamado "Manmaru", que también es la mascota popular del café. Lleva gafas y se recoge el pelo cuando está en casa. Kanon se desempeña como líder de Liella!, además de letrista y compositor. Ella es mitad española debido a su abuela. En la segunda temporada, se convirtió en vicepresidenta del consejo estudiantil para ayudar a Ren a asumir el deber de presidente del consejo estudiantil. Lleva gafas y se ata el pelo cuando está en casa. Kanon es el líder de Liella!, además de letrista y compositor. Ella es en parte española por su abuela.
Keke Tang (唐 可可 Tan Kūkū?)
 Seiyū: Liyuu
Keke es oriunda de Shanghai , China, y recientemente se mudó a Japón, la tierra natal de su madre, para convertirse en un ídolo de la escuela y es responsable de reclutar nuevos miembros para el club. A pesar de querer convertirse en un idol de la escuela, Keke carece de resistencia física y tiene dificultades para mantenerse al día con sus compañeros. Posee el certificado JLPT N1. Le gusta el vestuario escénico y tiene la afición de crearlo y restaurarlo. Como tal, se desempeña como supervisora de vestuario oficial del club. Tiene la costumbre de hablar en mandarín cuando se emociona demasiado.
Chisato Arashi (嵐 千 砂 都 Arashi Chisato?)
 Seiyū: Nako Misaki
Chisato es la amiga de la infancia de Kanon que es buena bailando breakdance. Es una chica enérgica que puede fácilmente hacerse amiga de cualquiera que conozca. A Chisato le gusta cualquier cosa que tenga forma redonda; especialmente la mascota de Kanon, Manmaru, que parece desconfiar de Chisato cuando viene de visita. También es conocida por mantenerse al día sobre los chismes y rumores que se difunden por la escuela. A pesar de tener un interés en las idol de la escuela, Chisato inicialmente no quiere convertirse en uno, ya que cree que es mejor apoyar a Kanon. Inicialmente pertenecía al programa de música de Yuigaoka, pero cambió el programa general después de decidir unirse a las idol de la escuela. Tiene un trabajo a tiempo parcial en una tienda de takoyaki , que también es su comida favorita. Ella se distingue por su peinado de cola gemela y moños.
Sumire Heanna (平安 名 す み れ Heanna Sumire?)
 Seiyū: Naomi Payton
Sumire es una elegante doncella del santuario que vive en un santuario comunitario muy conocido y respetado ubicado cerca de la escuela. Su personalidad tiende a parecer un tanto engreída con los extraños e inicialmente parece un poco antisocial. Ella era una ex actriz infantil que luchó por recibir papeles principales en cualquier proyecto en el que trabajaba. Debido a su experiencia en el mundo del espectáculo, esperaba ocupar el puesto de centro dentro de Liella!, siendo finalmente votada en último lugar con Kanon a la cabeza. Tiene una hermana menor. Debido a su conocimiento de la industria del entretenimiento, tiene varios talentos ocultos, uno de los cuales es el hip hop Freestyle rap. Su eslogan es "¡Galaxy!"
Ren Hazuki (葉 月 恋 Hazuki Ren?)
 Seiyū: Nagisa Aoyama
Ren es la hija de la fundadora de la escuela, Hana Hazuki, así como la presidenta del consejo estudiantil. Pertenece al programa de música. Es educada, disciplinada y conocida por su estricta personalidad. Vive cerca de la escuela y se enorgullece de la rica historia de Yuigaoka. Inicialmente, ella es hostil y estricta con el club de ídolos de la escuela, haciendo todo lo que está en su poder para cerrar las oportunidades que surgen. Se revela que la madre de Ren había fallecido debido a una enfermedad, y la actitud dura de Ren hacia los ídolos de la escuela se debió a una idea errónea de que Hana se había arrepentido de haberse convertido en una idol de la escuela, pero la verdad finalmente se divulga que ser un idol de la escuela era uno de los más preciados recuerdos de sus años de escuela secundaria de Hana. Siguiendo los pasos de su madre, Ren decide unirse a la unidad como el quinto miembro del grupo.
Kinako Sakurakoji (桜小路 きな子 Sakurakōji Kinako?)
 Seiyū: Nozomi Suzuhara
Kinako es una estudiante de primer año de Hokkaido que vive sola y no está acostumbrada a la vida en la ciudad. Kanon la reclutó para convertirse en una ídolo escolar después de perderse en el campus. Aunque es tímida, Kinako tiende a ser muy ruidosa y se sobresalta fácilmente. Tiene la costumbre de referirse a sí misma en tercera persona y termina sus oraciones con "~ssu".
Mei Yoneme (米女 メイ Yoneme Mei?)
 Seiyū: Akane Yabushima
Mei es una estudiante de primer año que a menudo es malinterpretada debido a sus "ojos aterradores", que resultan ser un efecto secundario de su mala vista. Habla en un tono áspero y da miedo a otros estudiantes, pero en secreto es una fan de las School Idols, ¡principalmente de Liella! ¡e inscribió a Yuigaoka Girls para acercarse a Liella! Es muy cercana a Shiki y le confía su afición por las School Idols.
Shiki Wakana (若菜 四季 Wakana Shiki?)
 Seiyū: Wakana Ōkuma
Shiki es una estudiante de primer año que tiene dificultades para expresar emociones. Siendo uno de los únicos miembros del club de ciencias de la escuela, generalmente se la puede encontrar pasando su tiempo libre en la sala del club de ciencias inventando extraños artilugios, uno de los cuales es un par de patines robóticos. Ella y Mei han sido amigas desde la escuela secundaria y considera que Mei es una de las personas más importantes de su vida. Inicialmente se une al club de ídolos escolares en un período de prueba en un intento de atraer a Mei para que se una. Finalmente, se une al grupo para animar a Mei a seguir sus sueños.
Natsumi Onitsuka (鬼塚 夏美 Onitsuka Natsumi?)
 Seiyū: Aya Emori
Un popular "L-tuber" que decidió convertirse en un "school idol" para ganar más seguidores y dinero. ¡Inicialmente se acerca más a Liella! con el fin de obtener dinero a través de los ingresos publicitarios como L-Tuber, ofreciendo ser el "productor" del grupo y haciendo vlogs de formato corto de ellos. Después de pasar un tiempo en Hokkaido junto con los otros miembros de primer año del grupo, le gustó el encanto de las School Idols. Kanon la invita a unirse a Liella! y ella se convierte en la novena integrante del grupo. Frecuentemente termina sus oraciones con "~desu no". Su eslogan es "¡Oninatsu!"
Wien Margarete (ウィーン・マルガレーテ Win Marugarete?)
 Seiyū: Yuina
Margarete es una school idol solitaria de Austria que está encaprichada de Kanon. Ella se muestra reservada y competitiva en comparación con Sunny Passion, a pesar de no tener interés ni en las School Idols ni en Love Live!. Se revela que reprobó su examen de ingreso a una prestigiosa escuela de música en su país de origen, y ganar el Love Live! en Japón era una condición para que ella fuera aceptada en dicha escuela. Después de que Liella fuera elegida para avanzar a la final de Love Live!, su familia le sugirió que trajera a Kanon con ella a Austria y aprendiera música de ella, para su desacuerdo. Ella está en su tercer año de secundaria.
Tomari Onitsuka (鬼塚 冬毬 Onitsuka Tomari?)
 Seiyū: Sakura Sakakura
Tomari es la hermana de Natsumi.

### Otros
Aria Shibuya (澁 谷 あ り あ Shibuya Aria?)
 Seiyū: Akane Matsunaga
Aria es la hermana menor de Kanon, que es cercana pero algo paranoica acerca de la pasión de su hermana por convertirse en un idol de la escuela. Al igual que Kanon, también está ayudando a su madre a administrar un café.
Yuuna Hijirisawa (聖 澤 悠 奈 Hijirisawa Yūna?) y Mao Hiiragi (柊 摩 央 Hiiragi Mao?)
 Seiyū: Chihaya Yoshitake y Yuna Yūki
Yuuna y Mao son las miembros de Sunny Passion, un dúo de idol escolares originados en Kōzu-shima que inspiró a Keke a mudarse a Japón y convertirse en un idol escolar. Yuuna es la alegre del dúo: tiene cola de caballo y dientes de tiburón. Mao es más reservada, se distingue de su largo cabello morado.

## Anime
La franquicia anunció una adaptación de anime separada además de Love Live! Nijigasaki High School Idol Club en enero de 2020, que presenta un nuevo conjunto de personajes, que son todos estudiantes de primer año en una escuela recién reabierta originalmente al borde de la demolición. La escuela se encuentra entre los barrios Omotesando , Harajuku y Aoyama de Tokio. Además, se llevó a cabo una audición para uno de los actores principales el 12 de marzo de 2020, pero se pospuso debido al COVID-19. Atsushi Saitō sirve como diseño de personajes adaptando el estilo del diseñador de personajes original de la serie, Yūhei Murota. El nombre de la escuela se decidió a través de los votos de los fanáticos y concluyó en mayo de 2020 con Escuela secundaria privada de chicas Yuigaoka (私立結ヶ丘女子高等学校 Shiritsu Yuigaoka Joshi Kōtō Gakkō?). También se anunciaron los nombres de los personajes principales: Kanon Shibuya, Tang Keke, Chisato Arashi, Sumire Heanna y Ren Hazuki. Funimation obtuvo la licencia fuera de Asia. Tras la adquisición de Crunchyroll por parte de Sony, la serie se trasladó a Crunchyroll obteniendo la licencia de la serie fuera de Asia.
El nombre del proyecto, Love Live! ¡¡Superstars!! fue anunciado en julio a través de la revista exclusiva de la serie Love Live! Días. En septiembre, el nombre del grupo de Idols de la escuela, "¡Liella!" también fue elegido a través de los votos de los fanáticos. 
El nombre fue elegido entre 16 opciones por las que los fanáticos podían votar. El nombre "¡Liella!" proviene de una combinación de una palabra francesa " lier " que significa "conectar", que es lo mismo que Yui (結?) en el nombre de la escuela en japonés, y " brilliante", que significa "un resplandor interior ". Detrás del nombre del grupo se encuentran los sentimientos de la esperanza de que las pequeñas estrellas de hoy que tienen su propio brillo se conviertan algún día en superestrellas.
El elenco de los cinco personajes principales se reveló más tarde en diciembre de 2020: Sayuri Date, Liyuu , Nako Misaki, Naomi Payton y Nagisa Aoyama. Date y Aoyama son miembros que aprobaron la audición abierta que se llevó a cabo a principios de año. El sencillo debut del grupo, "Hajimari wa Kimi no Sora" (始 ま り は 君 の 空?) lanzado el 7 de abril de 2021.
El sencillo incluye un PV de animación y lanzado en dos versiones, cada una con Lados B diferentes. : "Minna de Kanaeru Monogatari" (み ん な で 叶 え る 物語?) y "Watashi o Kanaeru Monogatari" (私 を 叶 え る 物語?).
El 24 de octubre de 2021, se anunció durante un evento de proyección en vivo de la primera temporada que una segunda temporada está actualmente en producción. El anuncio se cargó en el programa oficial de Love Live! Canal de YouTube de la serie poco después del evento.
Se anunció una tercera temporada tras la conclusión de la segunda temporada. El personal realizará audiciones para una nueva miembro del elenco Liella! . La tercera temporada se estrenará el 6 de octubre de 2024. Los temas de apertura y cierre serán interpretados por Liella!.